# Army of Frankensteins
Army of Frankensteins este un film american SF de groază din 2014, scris și regizat de Ryan Bellgardt. Jordan Farris interpretează rolul un tânăr care călătorește în timp și, împreună cu mai multe versiuni ale monstrului lui Frankenstein (interpretat de Eric Gesecus), sunt atrași în Războiul Civil American.

## Distribuție
- Jordan Farris - Alan Jones
- Christian Bellgardt - Igor
- Rett Terrell - Solomon Jones
- John Ferguson - Dr. Tanner Finski
- Raychelle McDonald - Virginia
- Eric Gesecus - monstrul lui Frankenstein
- Gary Olinghouse - Eugene